# Köpinge socken
För andra betydelser, se Köpinge socken (olika betydelser).
Köpinge socken i Skåne ingick i Gärds härad, uppgick 1967 i Kristianstads stad och området ingår sedan 1971 i Kristianstads kommun och motsvarar från 2016 Köpinge distrikt.
Socknens areal är 42,01 kvadratkilometer varav 26,75 land. År 2000 fanns här 1 544 invånare. Godset Ugerup, orten Gringelstad, tätorten Gärds Köpinge med sockenkyrkan Köpinge kyrka ligger i socknen.

## Administrativ historik
Socknen har medeltida ursprung. 
Vid kommunreformen 1862 övergick socknens ansvar för de kyrkliga frågorna till Köpinge församling och för de borgerliga frågorna bildades Köpinge landskommun. Landskommunen uppgick 1952 i Vä landskommun som 1967 uppgick i Kristianstads stad som 1971 ombildades till Kristianstads kommun.
1 januari 2016 inrättades distriktet Köpinge, med samma omfattning som församlingen hade 1999/2000.  
Socknen har tillhört län, fögderier, tingslag och domsagor enligt vad som beskrivs i artikeln Gärds härad. De indelta soldaterna tillhörde Norra skånska infanteriregementet, Gärds kompani och Skånska dragonregementet, Livskvadron, Majorns kompani, Borreby skvadron och Borreby kompani.

## Geografi
Köpinge socken ligger söder om Kristianstad kring Vramsån med Helge å i öster. Socknen är en odlad slättbygd.

## Fornlämningar
Från stenåldern finns en grav, en dös och en hällkista. Från järnåldern finns resta stenar.

## Namnet
Namnet skrevs 1361 Köpinge och kommer från den äldre kyrkbyn. namnet innehåller köping, 'handelsplats'..